# 耿全礼
耿全礼（1937年—），安徽蒙城人，中国人民解放军少将。
1984年，任西藏军区后勤部政委，次年改任西藏军区政治部主任。1988年9月，授予少将军衔。1990年6月，任西藏军区政委。1993年2月，任四川省军区政委。